# Свети Архангел Михаил (Маково)
Вижте пояснителната страница за други значения на Свети Архангел Михаил.
„Свети Архангел Михаил“ (на македонска литературна норма: „Свети Архангел Михаил“) е възрожденска църква в битолското село Маково, част от Преспанско-Пелагонийската епархия на Македонската православна църква – Охридска архиепископия. Издигната е в 1860 година. Разрушена е до основи през Първата световна война, когато селото е на фронтовата линия. В 1926 година е изградена отново. Селото повторно я реновира църквата в 1997 година с финансовата помощ на сдружението „Маково“ от Мелбърн – Австралия.